# تفنگ برنو

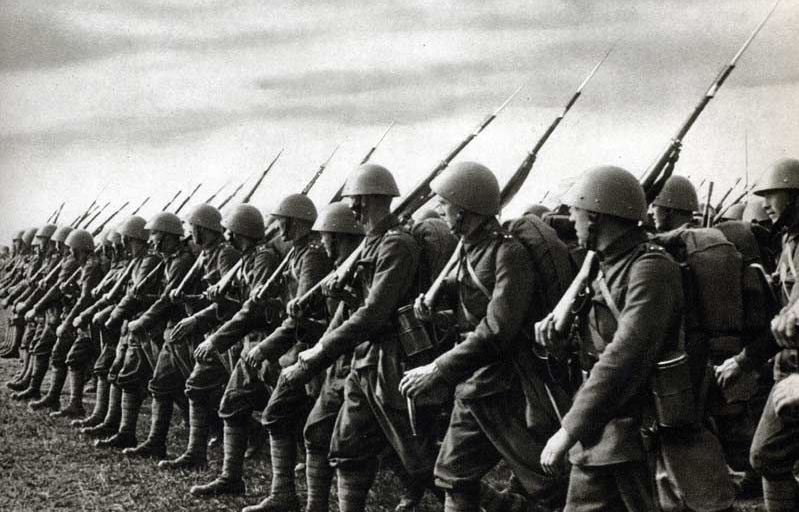
سربازان ارتش چکسلواکی با تفنگ‌های برنو

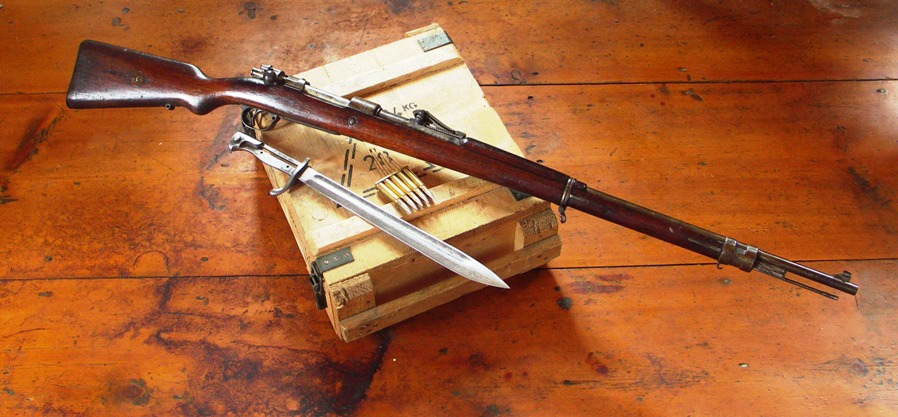
موزر گ۹۸ تفنگ سازمانی ارتش آلمان بین سال‌های ۱۸۹۸ تا ۱۹۳۵ که برنو بر اساس آن طراحی شد.

بـِرنو (به چکی: vz. 24) تفنگی گلنگدنی از خانواده موزر گ۹۸ است که پس از جنگ جهانی اول در چکسلواکی طراحی و بین سال‌های ۱۹۲۴ تا ۱۹۴۲ در این کشور تولید شد.
کالیبر برنو مثل دیگر تفنگ‌های موزر ۷٫۹۲ میلی‌متر است و از فشنگهای موزر ۷٫۹۲x۵۷ استفاده می‌کند. طول لوله آن ۶۰ سانتی‌متر است که در مقایسه با موزر ۹۸ پانزده سانتی‌متر کوتاه‌تر و خوش‌دست تر است. مبنای نظری انتخاب لوله کوتاه‌تر این بود که کوتاه شدن لوله تفنگ تأثیر ناچیزی بر خصوصیات بالیستیکی گلوله و در نتیجه دقت آن در بردهای متعارف جنگی می‌گذارد یا به عبارت دیگر کاهش دقت تفنگ با کوتاه شدن لوله در مسافت‌های کوتاه و متوسط ناچیز است اما کاربردپذیری و خوش دستی آن را بسیار افزایش می‌دهد.
واژه vz. که در نام دیگر تفنگ‌های چکسلواکی نیز دیده می‌شود- مخفف واژهٔ چکی vzor به معنی مدل است و ۲۴ نیز به سال آغاز تولید و انتخاب این تفنگ به عنوان تفنگ سازمانی نیروهای مسلح چکسلواکی اشاره دارد. برنو نیز نام شهری است که یکی از کارخانه‌های اصلی تولید این تفنگ در آن قرار داشت و تفنگ‌های ارتش ایران در آن‌جا تولید می‌شد.
برنو علاوه بر چکسلواکی در کشورهای دیگری همچون رومانی، تایلند، چین، گواتمالا، اکوادور، ترکیه، بولیوی و ایران نیز به‌طور گسترده‌ای مورد استفاده قرار گرفت. بیشتر تفنگ‌هایی که به سفارش کشورهای آمریکای جنوبی تولید شدند با کالیبرهای ۷x۵۷ موزر اسپانیایی و ۷٫۶۵x۵۳ آرژانتینی ساخته می‌شدند. پس از اشغال چکسلواکی توسط آلمان در سال ۱۹۳۸ کارخانه‌های تولید این تفنگ به دست آلمانی‌ها افتاد و تولید آن با توجه به شباهت بسیار به تفنگ‌های موزر گ۹۸ و کارابینر ۹۸کا ادامه یافته و تفنگ‌های موجود به راحتی وارد ارتش آلمان شده و در جنگ جهانی دوم مورد استفاده قرار گرفتند.

در ایران، این اسلحه پس از قرارگیری در دست ارتش به دست مردم محلی و غیرنظامی الخصوص قوم لر و بختیاری هم رسید و به دلیل دقت، قدرت، خوشدستی یا حتی طراحی این اسلحه، بصورت گسترده از آن استقبال شد و تاثیر بسزایی بر روی فرهنگ آنها گذاشته و یکدستی مردم لر در استفاده از این تفنگ و اتحاد آنها در بکارگیری آن غیرقابل انکار است. تا جایی که در اشعار آنها نیز علاقه آنها و وجود این اسلحه در کنار این قوم کاملا مشخص است و اسلحه مورد علاقه و پرکاربرد ایل لر در جنگاوری ها، برنو است. مردم لر در مراسمات و رویداد ها از آن بهره می‌جویند و در طی سال های متمادی با آن اخت شده و در کارکردن با آن مهارت یافته اند. استفاده های زیادی نیز از این اسلحه در مواردی مانند نبرد ۸ ساله ایران و عراق، شکار، رسومات فرهنگی و... در این کشور شد و میشود.
برنو کوتاه با نام چکی vz. 33 مدل کوتاه‌تر و سبک‌تر برنو است که تولید آن از سال ۱۹۳۳ آغاز شد و تفاوت جزئی با کارابینر ۹۸کا تفنگ سازمانی ارتش آلمان در جنگ جهانی دوم دارد. در این مدل وزن سلاح از ۴٫۲ به ۳٬۳۵ کیلو و طول آن از ۱۱۰ سانتی‌متر به حدود ۹۸ سانتی‌متر کاهش یافته است.

## تفنگ برنو در ایران

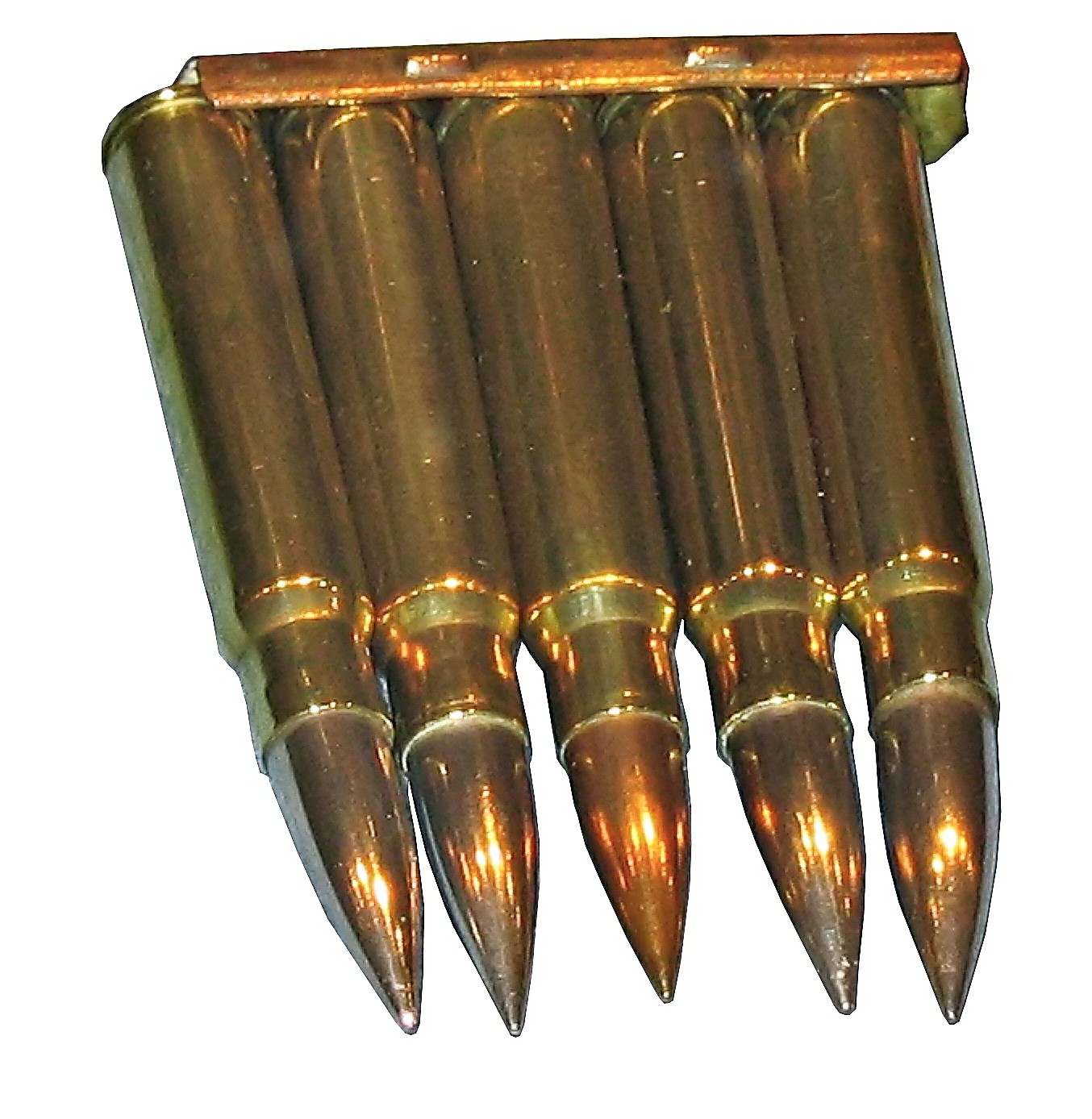
فشنگ‌های ۷٫۹۲ در ۵۷ میلی‌متری برنو

تا قبل از سال ۱۳۰۹ در نیروهای مسلح ایران تفنگ‌های مختلفی شامل مدل‌های مختلف تفنگ‌های موزر آلمانی، تفنگ‌های نوغان (Mosin Nagant) روسی و انفیلد و دیگر تفنگ‌های انگلیسی کاربرد داشت. رضا شاه پهلوی که به خطرات استفاده سربازان از تفنگ‌های متفاوت آگاه بود تصمیم به انتخاب یک تفنگ سازمانی برای ارتش ایران گرفت، در روز هفتم بهمن ماه ۱۳۰۹ (۲۷ ژانویه ۱۹۳۰) در پی یک بررسی طولانی، رضاشاه پهلوی که فرمانده کل نیروهای مسلح بود موافقت کرد که یکی از مدل‌های «ماوزر» پس از یک دوره آزمایش چندساله، تفنگ رسمی ارتش ایران شود. این آزمایش روی ماوزرهای «وی‌زی ۲۴» (VZ24) ساخت سال ۱۹۲۴ چکسلواکی صورت گرفت و ستاد ارتش در سال ۱۹۳۴ (۱۳۱۳) به آن نمره قبولی داد. کارخانه ماوزر بعداً شعبه خود را در شهر «برنو» واقع در ایالت موراویای چکسلواکی دایر کرد و دولت ایران که مشتری کمپانی «اشکودا» بود ترجیح داد که تفنگهای ماوزر ساخت شهر برنو را خریداری کند. از آن پس در ایران نام «برنو» بر تفنگهای ماوزر گذارده شد که پنج تیر و تک تیر بودند. از دهه ۱۹۴۰، ایران خود دست به ساختن برنو زد و آن را در کارخانه‌های تسلیحات (معروف به مسلسل‌سازی واقع در نزدیکی دوشان تپه) تولید کرد.
در سال ۱۹۳۵ ارتش آلمان نیز تصمیم به انتخاب مدل کوتاه‌تر و سبک‌تری از موزر به عنوان تفنگ سازمانی گرفت، تصمیمی که پیشتر در بریتانیا نیز با انتخاب مدل کوتاه‌تر اس‌ام‌ال‌ئی انفیلد گرفته شده بود. موزر کارابینر ۹۸کا که شباهت بسیار زیادی به برنو داشت در سال ۱۹۳۵ جایگزین موزر گ۹۸ به عنوان تفنگ سازمانی این کشور شد. این تفنگ بلافاصله مورد توجه سربازان ارتش قرار گرفت، این سلاح آنچنان خوشدست بود که تا پایان جنگ جهانی دوم استفاده می‌شد. هنگامی که آمریکا وارد جنگ جهانی دوم شد تفنگ ام یک سلاحی بود که آمریکایی‌ها با آن می‌جنگیدند. ام۱ برخلاف تفنگ‌های روز دنیا از سیستم نیمه‌اتوماتیک استفاده می‌کرد و برای شلیک دوباره نیاز به کشیدن گلنگدن نداشت. این سیستم هرچند دقت تفنگ را کاهش و وزن سلاح را افزایش داده و احتمال گیر کردن و داغ کردن آن را بالا می‌برد اما قدرت آتش و سرعت بسیار بیشتری را به سربازان به خصوص در فاصله‌های کوتاه می‌بخشید. تفنگ‌های موزر با آنکه بسیار خوشدست بود ولی در جنگ‌های تن به تن از فاصله نزدیک به کارامدی ام یک نبود؛ زیرا گلنگدن آن باعث کند شدن عملکرد آن می‌شد. به همین سبب با آنکه دقت تیر ام یک از برنو کمتر بود ولی تا آنکه گلنگدن آن کشیده شود، سربازان آمریکایی توان شلیک هشت تیر پیاپی را داشتند. به همین جهت در اواخر جنگ آلمان نازی مدل اس‌تی‌جی ۴۴ که تفنگی اتوماتیک با فشنگ کوتاه‌تر و برد کمتر بود را وارد خدمت کرد.
مدلی که در ایران با نام برنو شناخته می‌شود مدلیست که به ایران فروخته شده بود. این سلاح با توجه به دقت بسیار بالا حتی امروزه نیز مورد توجه تیراندازان و شکارچیان قرار دارد. امروزه مدل بهینه‌سازی شده همین سلاح گلوله‌زنی برای استفاده شخصی همانند شکار توسط ماوزر و دیگر کارخانه‌های اسلحه‌سازی ساخته می‌شود. همچنین بسیاری از تفنگ‌های گلوله زنی سیستم گلنگدن بر پایه این سلاح را دارند. زمانی که سلاح ام یک وارد خدمت ارتش ایران شد، ارتش بسیاری از سلاح‌های برنوی باقی‌مانده را فروخت، برخی از آن‌ها با مزایده وارد بازار داخلی شدند که هم‌اکنون نیر با وجود کارکرد دراز مدت همچنان در دست شکارچیان داخلی بسبب نبود سلاح‌های جدید می‌گردند و برخی نیز به خارج فروخته شدند و برخی به عنوان آهن‌پاره روانه صنایع فولاد شدند. امروزه بسیاری از کلکسیونرهای سلاح علاقه‌مند خرید مدل‌های آنتیک این سلاح هستند. نشانهایی که درست جلوی گلنگدن روی جان لوله قرار دارد حکایت از ارتشی دارد که آن سلاح در آن خدمت کرده، امروزه می‌توان در کلکسیونها سلاح‌های برنوی متعلق یه ارتش ایران، عثمانی و امپراتوری آلمان را یافت.
برنو اکنون تفنگی پرطرفدار در بین مردم لر است و یکی از نمادهای پر رنگ در این قوم و شعرهای محلی است.
مردم لر از این تفنگ در مراسم‌های عزاداری و عروسی و جشن‌های خود استفاده می‌کنند .تیراندازی در عروسی
همچنان که ذکر شد برنو مشتریان بسیاری در سراسر جهان دارد، به همین سبب کارخانه اسلحه‌سازی ماوزر که هم‌اکنون تبدیل به کارخانهٔ اسلحه‌سازی با تولید مصارف شخصی شده، این سلاح را در انواع و کالیبرهای گوناگون می‌سازد. گراورها و قنداقهای آن‌ها بسیار گوناگون بوده و برخی از آن‌ها با گراورکاری‌های بی‌نظیری ساخته شده و با قیمتهای کلان هزاران دلاری مشتریان خاص خود را می‌یابند و برخی در ساده‌ترین شکل ممکن با قنداق پلاستیکی بدون گراور به قیمت چند صد دلار فروخته می‌شوند. در سلاح‌های شکاری، علاوه بر مارک و جنس قلمکاریهای موسوم به گراور عمده تعیین‌کنندهٔ قیمت سلاح می‌باشد.
تفنگ برنو پس از ورود به ایران در ردیف سلاح‌های سازمانی ارتش قرار گرفت اما با ورود ام ۱ جای خود را به این تفنگ نیمه خودکار داد. اما همچنان جایگاه خود را در بین ایرانیان حفظ نمود. دسترسی عشایر به این سلاح بعد از شهریور ۱۳۲۰ و انحلال ارتش ایران در پی حمله متفقین صورت گرفت.

## کاربران

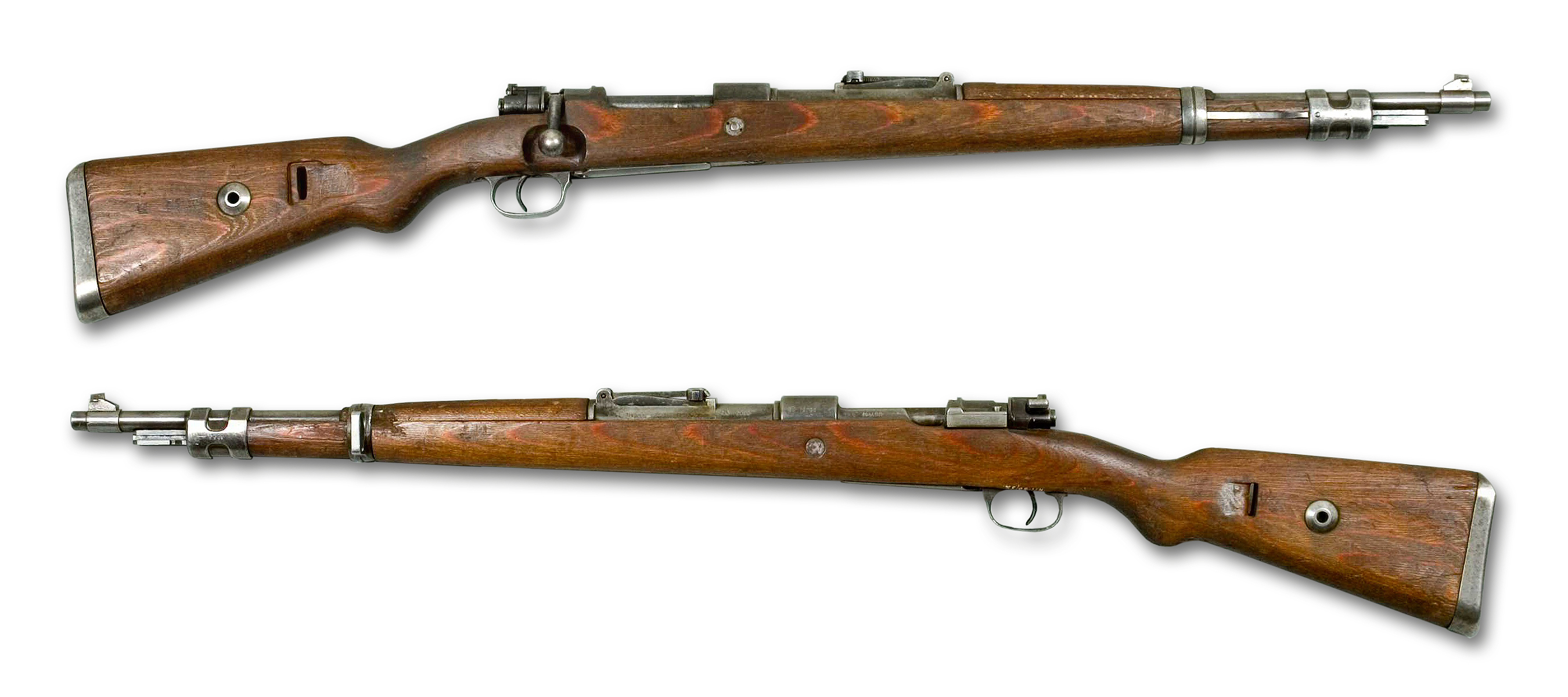
کارابینر ۹۸کا تفنگ سازمانی ارتش آلمان در جنگ جهانی دوم تفاوت جزئی با برنو داشت.

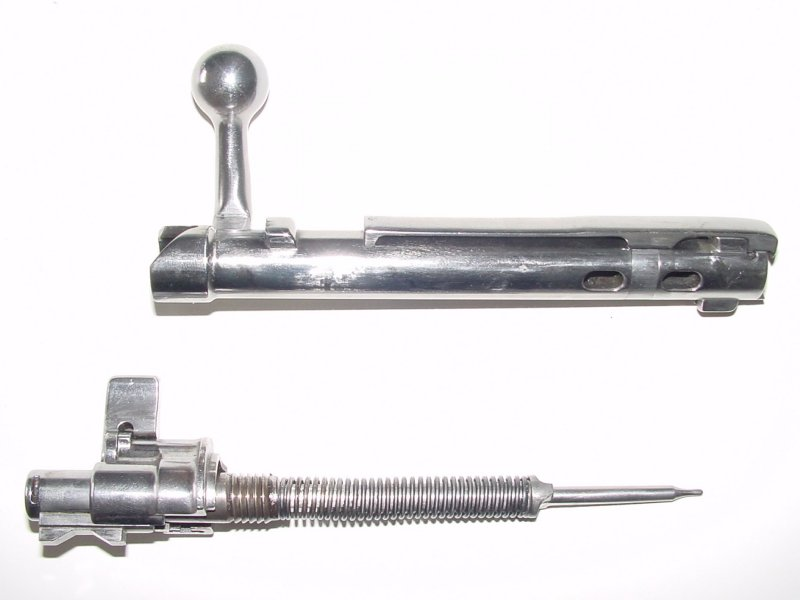
گلنگدن مشهور برنو که امروزه نیز با نام سیستم ماوزر شناخته می‌شود

بولیوی ۱۰۱ هزار - از ۱۹۳۲ تا دهه ۱۹۶۰
 برزیل ۱۵ هزار
 چین ۱۹۵ هزار - تا دهه ۱۹۵۰
 تایوان
 کلمبیا ۱۰ هزار
 چکسلواکی از ۱۹۲۴ تا ۱۹۵۲
 اکوادور ۳۰ هزار
 السالوادور
 استونی
 گواتمالا ۴ هزار
 ایران ۳۰ هزار - از ۱۹۲۹ تا دهه ۱۹۶۰
 اسرائیل
 امپراتوری ژاپن ۴۰ هزار
 لتونی ۱۵ هزار
 لیبریا
 لیتوانی
 مکزیک
 آلمان نازی
 هلند
 نیکاراگوئه ۱ هزار
 پاراگوئه
 پرو ۵ هزار
 رومانی ۷۵۰ هزار - از ۱۹۳۸ تا دهه ۱۹۶۰
 تایلند از دهه ۱۹۴۰ تا دهه ۱۹۶۰
 اسلواکی (۱۹۳۹-۱۹۴۵)
 جمهوری دوم اسپانیا ۴۰ هزار
 ترکیه ۴۰ هزار
 اروگوئه ۴ هزار
 ونزوئلا
 جمهوری فدرال سوسیالیستی یوگسلاوی ۱۰ هزار